# Валькенер, Людвиг Каспар
Людвиг Каспар Валькенер (7 июня 1715 — 15 марта 1785) — голландский учёный-филолог, специалист по греческому языку.

## Биография
Родился в Леувардене 7 июня 1715 года; был старшим из пяти детей адвоката Яна Уорнера Валкенера.
Посещал латинскую школу в Леувардене; затем изучал богословие во Франекерском университете (1731—1737), где большое влияние на него, среди прочих, оказал профессор греческого языка Тибериус Гемстергейс. Получил докторскую степень и с 4 сентября 1737 года продолжил обучение классическим языкам в Лейденском университете (1737—1739), главным образом, слушая лекции Алберта Схюлтенса. Вернувшись во Фрисландию, в 1740 году он стал заместителем директора латинской школы в Кампене. В 1741 году получил кафедру греческого языка во Франекере, сменив своего учителя Гемстергейса; был ректором университета в 1745, 1750 и 1760 годах.
В октябре 1766 году он был избран профессором греческого языка в Лейденском университете, снова сменив Гемстергейса. Вступил в должность, прочитав 3 июня 1766 года лекцию «De Publicis Atheniensium moribus» — эту должность он занимал до своей смерти 15 марта 1785 года.  Кроме того, с 14 декабря 1768 года он был также профессором отечественной истории, а в 1771/1772 учебном году был ректором Лейденского университета.
С  1 февраля 1752 года был женат на Иоганне ван дер Стренг. В браке родилось пятеро детей, из которых стали известны: сын Иоганн Валькенар (1759—1821), ставший профессором права во Франекерском университете; дочь Иоганна-Сюзанна, вышедшая в 1783 году замуж за Этьена Люзака.

## Научная деятельность
Его исследования были сосредоточены на древнегреческой литературе, особенно на таких фигурах, как Еврипид, Ипполит, Аммоний и другие. Он также включил в свои исследования более позднюю греческую и святоотеческую литературу. Из его многочисленных учёных трудов замечательны: новая обработка сочинения Урзинуса о Вергилии «Virgilius cum scriptoribus Graecis collatus»; издания греческого грамматика Аммония, Еврипида («Phoenissae» и «Hippolytus»), «Писем» Фалариса и «Идиллий» Феокрита; «Diatribe in Euripidis perditorum dramatum reliquias» (Лейден, 1767). Кроме того, он снабдил массой ценных примечаний издание Геродота, предпринятое Весселингом. Уже после смерти Валькенера появились: приготовленное им издание «Callimachi elegiarum fragmenta» и замечательный трактат «De Aristobulo Judaeo», с прибавлением Весселинга (Лейден, 1806). Речи Валькенера были собраны и изданы под заглавием «Orationes» (Лейден, 1784); мелкие статьи — под заглавием «Opuscula philologica critica, oratoria» (2 т., Лейпциг, 1808).